# Liste des Justes du Pas-de-Calais
La liste des Justes du Pas-de-Calais recense les dix-huit habitants du Pas-de-Calais ayant reçu le titre de Juste parmi les nations décerné par le Mémorial de Yad Vashem à Jérusalem.

## Liste alphabétique

### Sources
- Site officiel du Comité français pour Yad Vashem[1]

### Liste
- Joséphine Bultez-Taffin (Hersin-Coupigny)
- Olivier Bultez (Hersin-Coupigny)
- Alice Caine-Mahy (Nœux-les-Mines)
- Henri Caine (Nœux-les-Mines)
- Émile Carpentier (Outreau)
- Fortuné Delestrez (Béthune)
- Louise Delestrez (Béthune)
- Roger Delestrez (Béthune)
- Zénole Delestrez (Béthune)
- François  Dhollande (Ostreville)
- Henriette  Dhollande-Raux (Ostreville)
- Henry Laigle (Saint-Pol-sur-Ternoise)
- Marie  Laigle-Chamberod (Saint-Pol-sur-Ternoise)
- Alice  Legras (Béthune)
- Paulette Ruben-Caine (Nœux-les-Mines)
- Marianna Sloma-Tysiak (Loos-en-Gohelle)
- Joseph Tysiak (Loos-en-Gohelle)
- Marianna Tysiak-Witek (Loos-en-Gohelle)

## Pour approfondir